# Mielonka rzeszowska
Mielonka rzeszowska – siódmy album zespołu Wańka Wstańka wydany w 2021 roku nakładem wydawnictwa Pasażer.
Album zawiera zapis z koncertów Wańki Wstańki z lat 80. Płyta zawiera rzeszowski występ grupy początku 1987 roku określany jako „Bufet idzie do wojska”, oraz jarociński koncert z małej sceny.

## Lista utworów
źródło:.
1. „Intro"
2. „Generał"
3. „Harcerze"
4. „ZSMP"
5. „Ola"
6. „Oj dana"
7. „Syna ty moj"
8. „Legia"
9. „Leżajski full"
10. „Gwiazdy ze stolycy"
11. „Syna ty moj"
12. „Oj dana"
13. „Generał"
14. „WSK"
15. „Harcerze"
16. „AIDS"
17. „Leżajski full"